# Paolo Bossoni

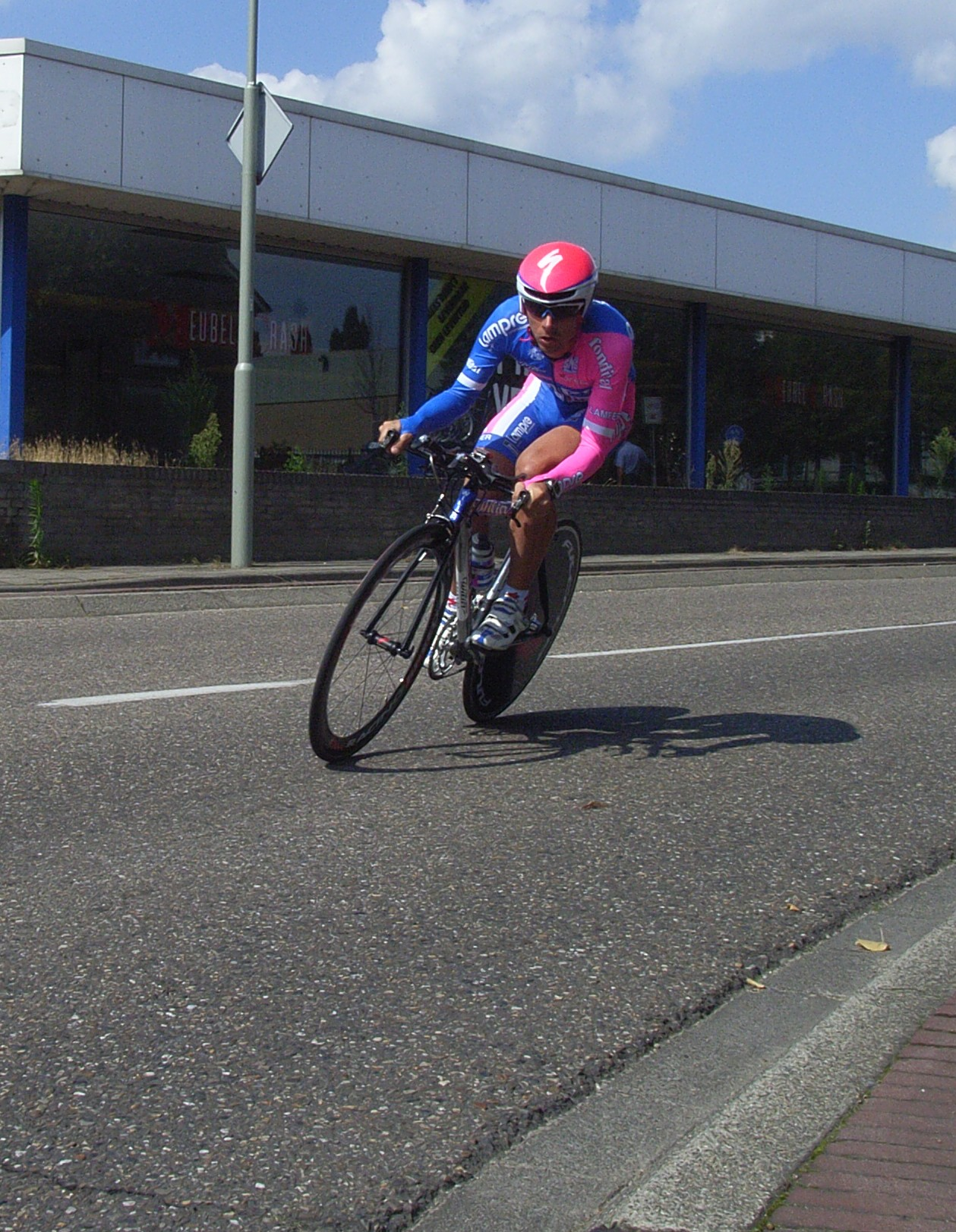
Paolo Bossoni (2007)

Paolo Bossoni (* 2. Juli 1976 in San Secondo Parmense, Provinz Parma, Italien) ist ein ehemaliger italienischer Radrennfahrer.

## Karriere
Bossoni wurde 1999 Profi beim italienischen Radsportteam Cantina Tollo.
Sein erster großer Erfolg gelang ihm bei der sechsten Etappe der Vuelta a España 2000, die er im Sprint einer 30-köpfigen Spitzengruppe vor Giovanni Lombardi und Weltmeister Óscar Freire gewann.  Bei der 17. Etappe der Tour de France 2003 gewann er den Sprint einer Ausreißergruppe hinter den Niederländer Servais Knaven, der sich 18 km vor dem Ziel aus einer 10-köpfigen Spitzengruppe mit acht weiteren Fahrern absetzte.
Am 29. Juli 2008 wurde Bossoni im Rahmen einer Dopingkontrolle italienischen Meisterschaften, bei denen er Rang sechs belegte, positiv auf EPO getestet.

## Teams
- 1999–2000: Cantina Tollo
- 2001–2002: Tacconi Sport
- 2003: Vini Caldirola
- 2004: Lampre
- 2005: Fassa Bortolo
- 2006: Tenax
- 2007–2008: Lampre-Fondital

## Erfolge
2000
- eine Etappe Vuelta a España

2001
- Giro del Lago Maggiore
- eine Etappe  Brixia Tour

2002
- Gran Premio Industria e Commercio Artigianato Carnaghese

2003
- Coppa Sabatini

2006
- Trofeo Città di Castelfidardo